# Баррі Боствік
Баррі Неп Боствік (англ. Barry Knapp Bostwick; нар. 24 лютого 1945) — американський актор театру та кіно. Найбільш відомий за ролями Бреда Мейорса у музичному комедійному фільмі жахів «Шоу жахів Роккі Хоррора» (1975) та мера Рендала Вінстона у ситкомі Spin City (1996—2002). Боствік також мав чималий успіх у музичних виставах. Він отримав премію Тоні за гру в мюзиклі The Robber Bridegroom.

## Біографія
Боствік народився у Сан-Матео, Каліфорнія. Його мати Елізабет «Бетті» (до шлюбу Дефендорф) — домогосподарка, а Генрі «Бад» Боствік — містобудівник і актор. Його єдиний брат Генрі «Піт» Боствік помер у ДТП 20 липня 1973 року. Боствік відвідував міжнародний університет штату Сан-Дієго в 1967 році, спеціалізувався з акторської гри, розпочав свою діяльність на сцені театру Гілбарн, розташованого зараз у Фостер-Сіті, певний час працював цирковим артистом. Він також відвідував програму акторської майстерності для випускників від школи мистецтв у Нью-Йорку, яку закінчив у 1968 році.

## Кар'єра
В 2003, Боствік з'явився у телесеріалі Клініка у ролі пацієнта з раком простати, Боствік також переніс цю хворобу і у реально житті за кілька років до серіалу. У 2007 Боствік  In 2007, Bostwick отримав другорядну роль дідуся Клайда в анімованому телесеріалі Фінеас і Ферб. У червні 2009 року він зіграв батька Джиммі, безуспішного екзорциста в незалежній хорор комедії The Selling (укр. Продаж), від сценариста Габріеля Діані та режисера Емілі Лу.

Боствік повинен був з'явитися в 3 сезоні серіалу Приватна практика у ролі Капітана, батька Едісон Монтгомері, але відмовився через зайнятий графік.

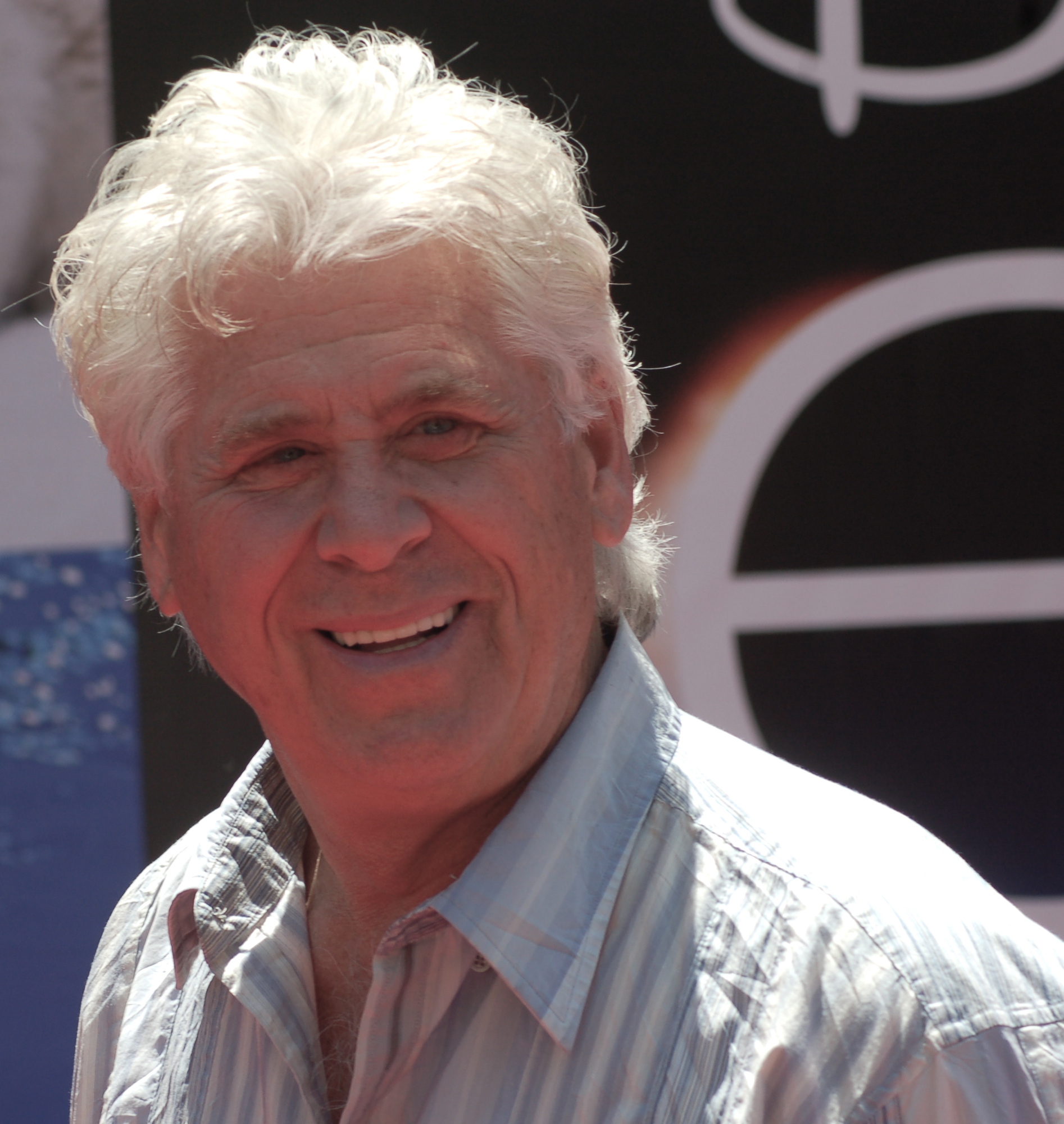
Боствік на прем'єрі документального фільму Земля у квітні 2009 року.

З 2009 року Боствік грає епізодичну роль Роджера Френка у ситкомі Звабливі та вільні разом із Кортні Кокс. 

## Особисте життя
Боствік одружився із Стейсі Нелкін у 1987, розлучилися за чотири роки. Одружився вдруге з Шеррі Еллен Дженсен у 1994 році; у них двоє дітей — син і дочка.
У 1997 році Боствікові діагностували рак простати, та через 10 днів він позбувся раку. 

## Вибрана фільмографія

### Фільм
| Рік  | Назва                                       | Роль                         | Нотатки         |
| ---- | ------------------------------------------- | ---------------------------- | --------------- |
| 1971 | Думаю про Дженніфер                         | Minstrel #1                  |                 |
| 1973 | Фантастична планета                         | Оповідач                     | Озвучування     |
| 1974 | Road Movie                                  | Генк                         |                 |
| 1975 | Шоу жахів Роккі Хоррора                     | Brad Majors                  |                 |
| 1978 | Movie Movie                                 | Johnny Danko / Dick Cummings |                 |
| 1982 | Megaforce                                   | Commander Ace Hunter         |                 |
| 1993 | Weekend at Bernie's II                      | Arthur Hummel                |                 |
| 1996 | The Secret Agent Club                       | Vincent Scarletti            |                 |
| 1996 | Невинищений шпигун                          | Norm Coleman                 |                 |
| 2003 | 101 Dalmatians II: Patch's London Adventure | Thunderbolt                  | Озвучування     |
| 2003 | Swing                                       | Фредді                       |                 |
| 2004 | The Skulls III                              | Nathan Lloyd                 |                 |
| 2004 | Chestnut: Hero of Central Park              | Thomas Trundle               |                 |
| 2007 | Nancy Drew                                  | Dashiel Zachary Biedermeyer  |                 |
| 2007 | Вечір                                       | Mr. Wittenborn               |                 |
| 2009 | Ханна Монтана                               | Mr. Bradley                  | [ 10 ]          |
| 2010 | Міс Ніхто                                   | Father Grisham               |                 |
| 2010 | Bedrooms                                    | Роджер                       |                 |
| 2010 | Мобі Дік: Полювання на монстра              | Captain Ahab                 |                 |
| 2010 | It's a Dog Gone Tale: Destiny's Stand       | Arlen Hanley                 |                 |
| 2011 | The Selling                                 | Father Jimmy                 |                 |
| 2012 | Some Guy Who Kills People                   | Sheriff Walt Fuller          |                 |
| 2012 | FDR: American Badass!                       | Франклін Делано Рузвельт     |                 |
| 2013 | Finding Joy                                 | Алан                         |                 |
| 2015 | Alleluia! The Devil's Carnival              | The Watchword                |                 |
| 2015 | The Scorpion King 4: Quest for Power        | Sorrell Raskov               |                 |
| 2016 | The Land Before Time: Journey of the Brave  | Grandpa Longneck             | Озвучування     |
| 2016 | Range 15                                    | Президент                    |                 |
| 2016 | Three Days in August                        | Джон                         |                 |
| 2017 | Великий товстий брехун                      | Ларрі Вульф                  | Direct-to-video |

### Телебачення
| Рік       | Назва                                         | Роль                           | Нотатки                                                                              |
| --------- | --------------------------------------------- | ------------------------------ | ------------------------------------------------------------------------------------ |
| 1979      | Murder by Natural Causes                      | Gil Weston                     | Телевізійний фільм                                                                   |
| 1979      | You Can't Take It With You                    | Anthony Kirby, Jr.             | Телевізійний фільм (note: filmed version of the play)                                |
| 1979      | Hawaii Five-O                                 | Lucas Sandover                 | Епізод: «Year of the Horse»                                                          |
| 1980      | Scruples                                      | Spider Elliot                  | Телевізійний мінісеріал                                                              |
| 1981      | Red Flag: The Ultimate Game                   | Maj. Jay Rivers                | Телевізійний фільм                                                                   |
| 1982      | Working                                       | Steelworker                    | American Playhouse production                                                        |
| 1983      | An Uncommon Love                              | Mr. Kinser                     | Телевізійний фільм                                                                   |
| 1984      | George Washington                             | Gen. Джордж Вашингтон          | Телевізійний мінісеріал                                                              |
| 1985      | A Woman of Substance                          | Major Paul McGill              | Телевізійний мінісеріал                                                              |
| 1985      | Deceptions                                    | Grant Roberts                  | Телевізійний фільм                                                                   |
| 1986      | George Washington II: The Forging of a Nation | Gen. Джордж Вашингтон          | Телевізійний фільм                                                                   |
| 1986      | Betrayed By Innocence                         | Nick DeLeon                    | Телевізійний фільм                                                                   |
| 1987      | I'll Take Manhattan                           | Zachary Amberville             | Телевізійний мінісеріал                                                              |
| 1988      | War and Remembrance                           | Lieutenant Carter «Lady» Aster | Телевізійний мінісеріал                                                              |
| 1988      | Body of Evidence                              | Mark Dwyer                     | Телевізійний фільм                                                                   |
| 1989      | Till We Meet Again                            | Terrence 'Mac' McGuire         | Телевізійний мінісеріал                                                              |
| 1989      | Parent Trap III                               | Jeffrey Wyatt                  | Телевізійний мінісеріал                                                              |
| 1989      | Parent Trap: Hawaiian Honeymoon               | Jeffrey Wyatt                  | Телевізійний фільм                                                                   |
| 1990      | Challenger                                    | Comm. Francis R. Scobee        | Телевізійний фільм                                                                   |
| 1990      | The Great Air Race                            | Roscoe Turner                  | Телевізійний фільм                                                                   |
| 1992      | The Golden Palace                             | Nick DiCarlo                   | Епізод: «Just a Gigolo»                                                              |
| 1994      | Once in a Lifetime                            | Dr. Matthew Dane               | Телевізійний фільм                                                                   |
| 1996–2002 | Spin City                                     | Mayor Randall Winston          | Головна роль, 144 епізодів                                                           |
| 1996      | A Different Kind of Christmas                 | Frank Mallory                  | Телевізійний фільм                                                                   |
| 1997      | Лексс                                         | Тодін                          | Епізод: «I Worship His Shadow»                                                       |
| 1998      | One Hot Summer Night                          | Art Brooks                     | Телевізійний фільм                                                                   |
| 1998      | The New Batman Adventures                     | Irv Kleinman / Bernie Benson   | Озвучування, епізод: «Mean Seasons»                                                  |
| 2003      | Клініка                                       | Mr.Randolph                    | Епізод: «My Dirty Secret»                                                            |
| 2004–2007 | Закон і порядок: Спеціальний корпус           | Oliver Gates                   | Постійна роль, 5 епізодів                                                            |
| 2005      | Las Vegas                                     | Мартін                         | Епізод: «Down and Dirty»                                                             |
| 2005      | Cold Case                                     | Roy Brigham Anthony            | Епізод: «Creatures of the Night»                                                     |
| 2007–2012 | Фінеас і Ферб                                 | Дідусь Клайд Флінн             | Постійна роль, 12 епізодів                                                           |
| 2007      | Ugly Betty                                    | Roger Adams                    | Епізоди: «Odor in the Court», «Betty Suarez Land»                                    |
| 2007      | Love is a Four Letter Word                    | Містер Гарпер                  | Телевізійний фільм                                                                   |
| 2008      | Depth Charge                                  | President Taylor               | Телевізійний фільм                                                                   |
| 2008      | Holiday Baggage                               | Піт Мерфі                      | Телевізійний фільм                                                                   |
| 2009      | Частини тіла                                  | Роджер Пейн                    | Епізод: «Don Hoberman»                                                               |
| 2009      | Supernatural                                  | The Amazing Jay                | Епізод: «Criss Angel is a Douchebag»                                                 |
| 2009–2010 | 'Til Death                                    | George Von Stuessen            | Епізоди: "Eddie's Book, " «The Baby»                                                 |
| 2010–2012 | Звабливі та вільні                            | Роджер Френк                   | Постійна роль (1–3 сезони), 7 епізодів                                               |
| 2010      | Хор                                           | Тін Стенвік                    | Епізод: «The Rocky Horror Glee Show» (cameo)                                         |
| 2010      | Secrets of the Mountain                       | Henry Beecham                  | Телевізійний фільм                                                                   |
| 2012      | Красуні в Клівленді                           | Г'ю                            | Епізод: «What's Behind the Door»                                                     |
| 2012      | The New Normal                                | Marty Sawyer                   | Епізод: «Pardon Me»                                                                  |
| 2013      | Scandal                                       | Джеррі Грант                   | Епізоди: «A Criminal, a Whore, an Idiot and a Liar», «Everything's Coming Up Mellie» |
| 2013      | The Haunting Of                               | Грає сам себе                  | Епізод: «The Haunting of Barry Bostwick»                                             |
| 2013      | Blast Vegas                                   | Сел                            | Телевізійний фільм                                                                   |
| 2013      | Masters of Sex                                | Моріс                          | Епізод: «Brave New World»                                                            |
| 2013      | Teen Beach Movie                              | Big Poppa                      | Оригінальній фільм каналу Дісней                                                     |
| 2013      | Psych                                         | Roland Armitage                | Епізод: «Psych: The Musical»                                                         |
| 2014      | Enlisted                                      | Рассел                         | Епізод: «Vets»                                                                       |
| 2014      | New Girl                                      | Harland Cooper                 | Епізод: «LAXmas»                                                                     |
| 2015      | CSI: Crime Scene Investigation                | Collin Winthrop                | Епізод: «The End Game»                                                               |
| 2016–2017 | Still the King                                | Coy                            | Постійна роль, 9 епізодів                                                            |
| 2016–2017 | Girlfriends' Guide to Divorce                 | Джордж МакКарті                | Постійна роль, 5 епізодів                                                            |
| 2017      | The Great Indoors                             | Mather                         | Епізод: «The Explorers' Club»                                                        |
| 2017      | Milo Murphy's Law                             | Дідусь Клайд Флінн             | Епізод: «A Clockwork Origin»                                                         |

### Інтернет
| Рік       | Назва                    | Роль          | Нотатки     |
| --------- | ------------------------ | ------------- | ----------- |
| 2013      | Дослідження              | Доктор Раст   | [ 14 ]      |
| 2015      | Вбивство?                | Баррі Боствік | [ 15 ]      |
| 2015–2016 | Inside the Extras Studio | Milt Hamilton | 20 епізодів |

## Театр
| Рік  | Назва                      | Роль           | Нотатки                                                |
| ---- | -------------------------- | -------------- | ------------------------------------------------------ |
| 1972 | Grease                     | Danny Zuko     | Nominated–Tony Award for Best Actor in a Musical       |
| 1976 | They Knew What They Wanted | Джоуї          | Nominated–Tony Award for Best Featured Actor in a Play |
| 1977 | The Robber Bridegroom      | Jamie Lockhart | Tony Award for Best Actor in a Musical                 |
| 1991 | Nick & Nora                | Нік Чарльз     | opposite Joanna Gleason                                |

## Нагороди та номінації
| Рік  | Асоціація                                   | Категорія                                                     | Номінована робота          | Результат |
| ---- | ------------------------------------------- | ------------------------------------------------------------- | -------------------------- | --------- |
| 1972 | Премія «Тоні»                               | Best Actor in a Musical                                       | Grease                     | Номінація |
| 1976 | Премія «Тоні»                               | Best Featured Actor in a Play                                 | They Knew What They Wanted | Номінація |
| 1977 | Драма Деск                                  | Outstanding Actor in a Musical                                | The Robber Bridegroom      | Номінація |
| 1977 | Премія «Тоні»                               | Best Actor in a Musical                                       | The Robber Bridegroom      | Перемога  |
| 1978 | Премія спільноти кінокритиків Нью-Йорка     | Best Supporting Actor                                         | Movie Movie                | Номінація |
| 1979 | Премія національної спілки кінокритиків США | Best Supporting Actor                                         | Movie Movie                | Номінація |
| 1989 | Золотий глобус                              | Best Supporting Actor — Series, Miniseries or Television Film | War and Remembrance        | Перемога  |
| 2013 | Fangoria Chainsaw Awards                    | Best Supporting Actor                                         | Some Guy Who Kills People  | Номінація |